# Avionik

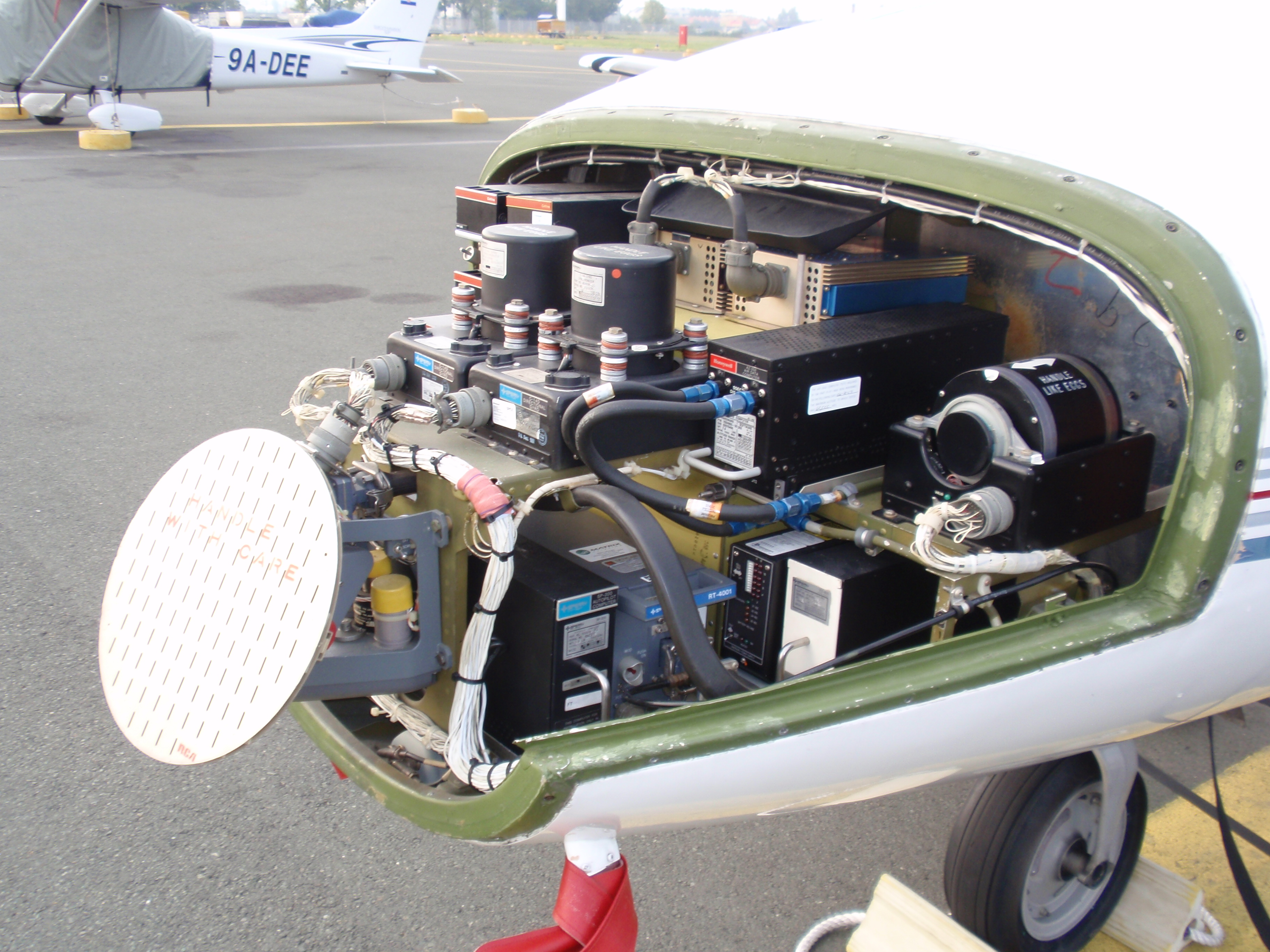
Radar och annan avionik i en Cessna Citation.

Avionik är en försvenskning av det engelska uttrycket avionics, som bildats av de två orden aviation electronics, vilket motsvarar flygelektronik på svenska. Avionik kan sägas vara en sammanfattande benämning på all elektronik som är av betydelse för luftfartygens säkra och effektiva framförande. Tidigare helt mekaniska instrument innehåller ofta i modernare utföranden allt mer elektronik och räknas då in i avioniken.  En mekanisk höjdmätare, som inte räknas som avionik, ersätts i moderna stora flygplan av en "air data computer" och en av denna dator driven elektrisk höjdmätare. Båda räknas som avionik. Ett i huvudsak mekaniskt styrsystem kan innehålla delsystem (ofta en styrautomat) som räknas som avionik. Utrustning för att underhålla passagerarna, till exempel TV och musikanläggningar, brukar inte räknas som avionik, inte heller elektronik i pentryn (kök) eller på toaletterna. Avioniken innefattar bland annat:
- Elektriskt drivna flyginstrument (till exempel höjdmätare) och deras givare (inklusive datorer)
- Glascockpit
- Navigationsutrustning utom helmekaniska kompasser
- Kommunikationsutrustning utom eventuella interna talrör (äldre luftfartyg)
- Radar
- Transponder
- Elektroniskt styrsystem
- Siktlinjesindikator (Head-Up Display)
- Utrustning för till exempel mörkerseende räknas ibland till avioniken, på militära flygfarkoster oftare till siktes- och vapensystemet.